# Фармацевтична компанія «Здоров'я»
ТОВ «Фармацевтична компанія „Здоров'я“» — українська фармацевтична компанія зі штаб-квартирою у Харкові, зайнята в галузі розробки та виробництва лікарських засобів.

## Історія
У 1907 році акціонерне товариство «Галеніка», засноване групою харківських підприємців, відкрило Першу фабрику хіміко-фармацевтичних препаратів «Галеніка». В той час на фабриці, що виготовляла настоянки, мазі, пластирі та пресовані таблетки в невеликих кількостях, працювало всього 25 осіб. Річний оборот підприємства становив 69 000 крб. Продукція підприємства постачалася в 11 аптек Харківської губернії.
У 1920 році фабрика була націоналізована і передана у відання Губраднаргоспу і з 1921 року стала називатися Другою українською радянською хіміко-фармацевтичною фабрикою, а з 1930 року — «Здоров'я трудящим».
До початку німецько-радянської війни асортимент виробів підприємства нараховував 139 найменувань, а вартість продукції, виготовленої за рік, складала 10,5 млн крб.
У жовтні 1941 року фармацевтична фабрика «Здоров'я трудящим» разом з 58 працівниками була евакуйована до Середньої Азії, а в Харкові виробництво відновилося у 1944 році.
За 1968—1989 роки у виробництво було впроваджено 40 нових лікарських препаратів.
1991 року завод почав працювати на умовах самоокупності й отримав назву «Фармацевтична фірма „Здоров'я“».
1997 року підприємство реорганізоване у відкрите акціонерне товариство «Фармацевтична фірма „Здоров'я“», а з 15 лютого 2002 року — у товариство з обмеженою відповідальністю «Фармацевтична компанія „Здоров'я“».

## Структура виробництва

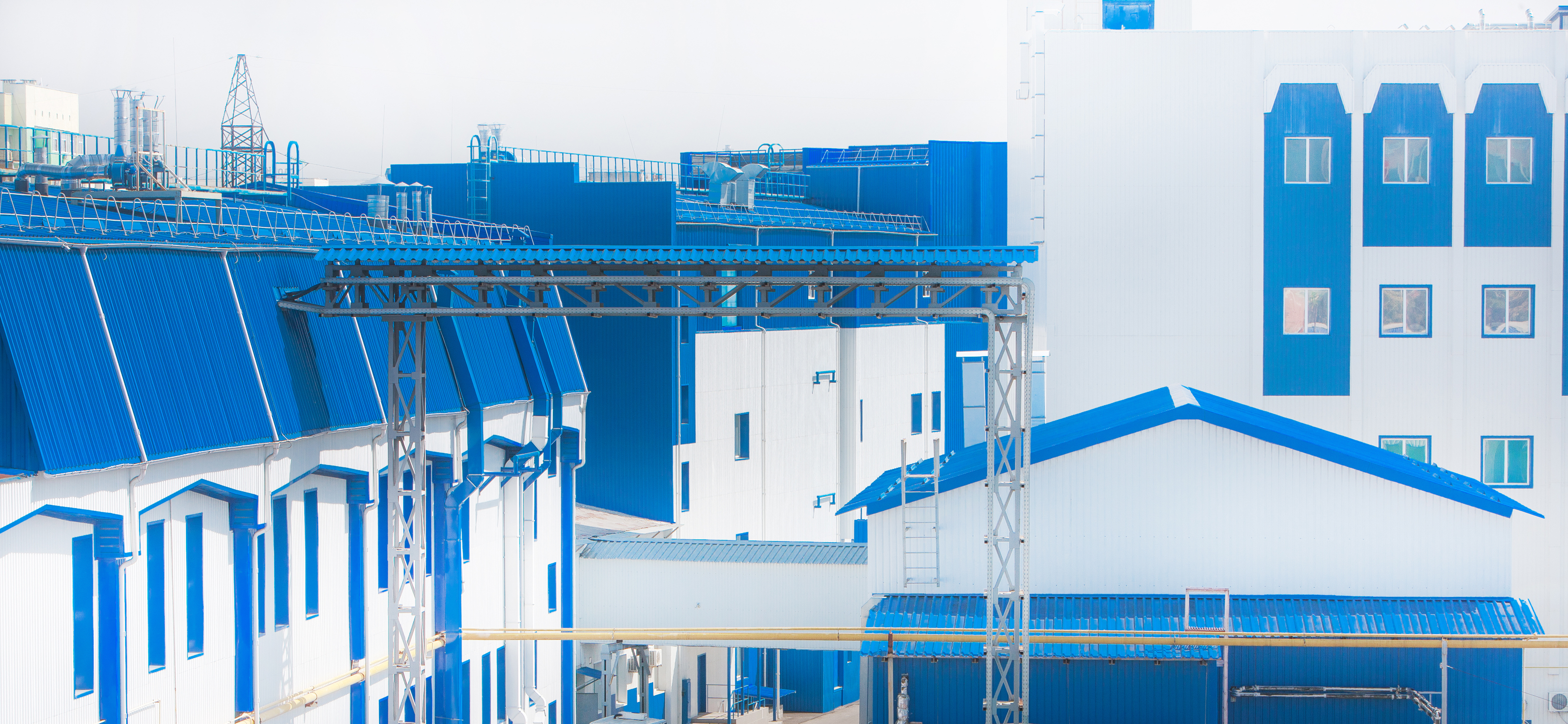
Фармацевтична компанія «Здоров'я»

- Цех готових лікарських форм.
- Розробка нових препаратів.
- Фітохімічний цех.
- Цех м'яких лікарських форм.
- Ампульний цех.
- Цех готових лікарських засобів.

## Актив компанії
У портфелі компанії — 470 найменувань лікарських засобів. 114 препаратів входить до Національного переліку лікарських засобів і 15 є оригінальними брендами. Кількість фахівців фармацевтичного сектора — 1547.

## Географія роботи
Центральна та Східна Європа, Центральна Азія, в тому числі Молдова, Білорусь, Вірменія, Грузія, Азербайджан, Казахстан, Киргизстан, Латвія, Туркменістан, Узбекистан.
Лікарські засоби експортуються в 21 країну.
У 2018 році були укладені договори з кількома партнерами з В'єтнаму, підписаний контракт про співробітництво щодо поставок лікарських засобів з Камбоджею, проведені переговори з Іраном, Йорданією, Іраком, Єменом, ОАЕ.
Продукція компанії «Здоров'я» представлена і на африканському континенті в країнах Конго, Гана, Буркіна-Фасо. Крім того, триває робота зі зміцнення співпраці з потенційними дистриб'юторами з Польщі, Німеччини, Кореї, Монголії, Пакистану, Болгарії.

## Сертифікація
На цей час[коли?] 12 виробничих ліній мають сертифікацію GMP.
Складські приміщення відповідають вимогам стандартів GDP (належна дистриб'юторська практика) і GSP (належна практика зберігання). Впроваджено і постійно вдосконалюється фармацевтична система якості відповідно до нормативних вимог і світовими стандартами.
У структурі компанії є незалежний від виробництва відділ контролю якості, який складається з трьох лабораторій: мікробіологічної лабораторії, лабораторії фізико-хімічних методів аналізу, контрольно-аналітичної лабораторії, які також атестовані відповідно до діючих наказів МОЗ.

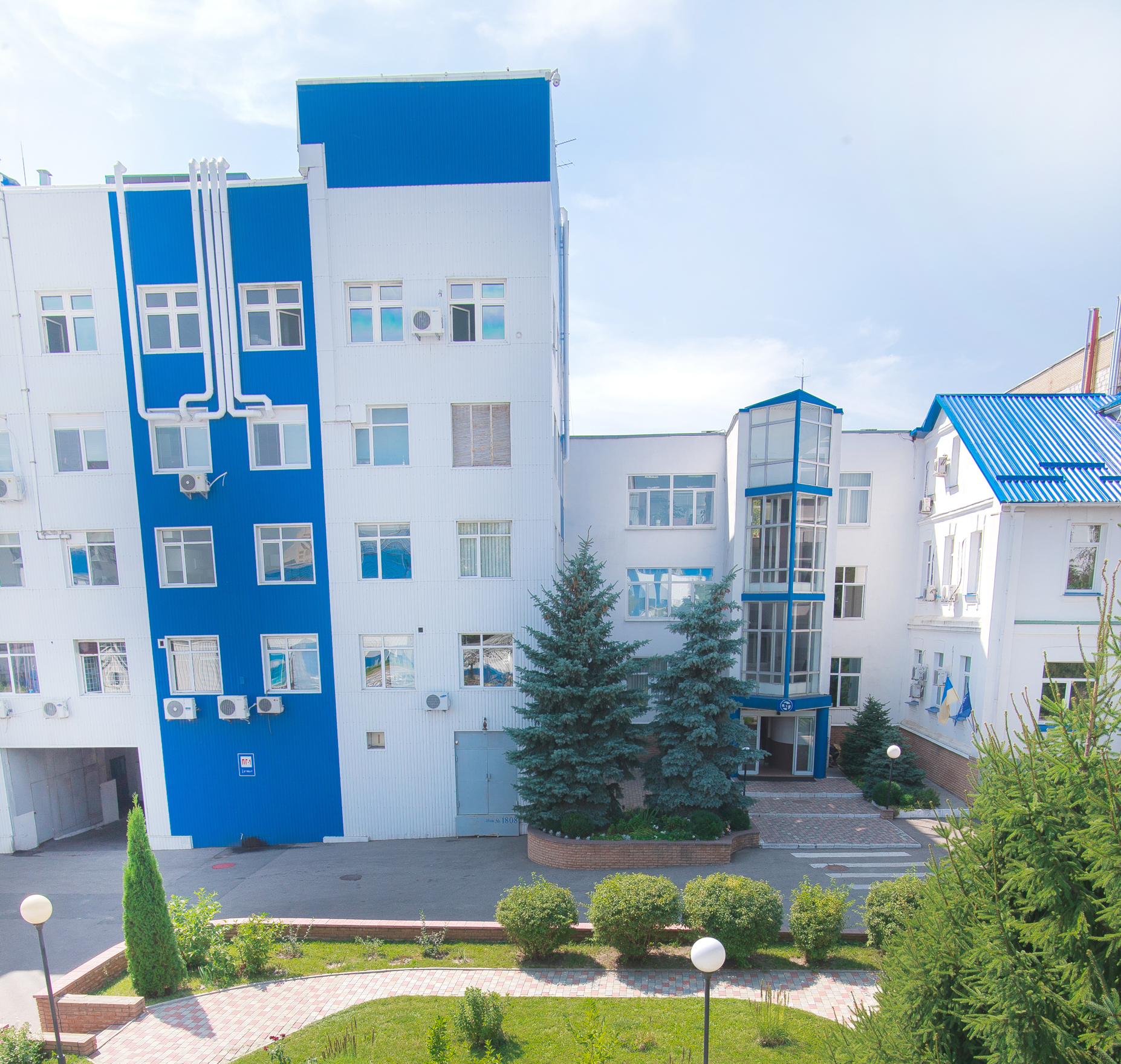

Компанія проходить планові державні інспекції. Так, в 2019 році компанія була проінспектована Державною службою України з лікарських засобів та контролю за наркотиками та за результатами інспекції сертифікована вимогам GMP. Також інспектування компанії проводили представники Республіки Ємен. Раніше пройшли перевірку інспектуючих служб з Молдови та Білорусі.
Підприємство сертифіковане за міжнародними стандартами ISO 9001: 2015 і ISO 14001 діє до: 2015.

## Нинішнє керівництво
Директор — Володимир Новіков. Голова наглядової ради — Олександр Доровський.